# Monserrato
Monserrato (sardinsky: Paùli) je italská obec (comune) v metropolitním městě Cagliari v regionu Sardinie. Nachází se ve výšce 8 metrů nad mořem a má přibližně 19 tisíc obyvatel. Rozloha obce je 6,43 km².